# Vari (film)
Vari is een Estse historische thriller uit 2024 en gaat over de Estse schrijver Juhan Liiv.

## Verhaal
Persona non grata Juhan Liiv lost mysteries op in het Russische keizerrijk aan het einde van de 19e eeuw, geleid door zijn innerlijke gefluister. Hij moet strijd voeren om zich te verdedigen tegen valse beschuldigingen, bedrieglijke vrienden en een steeds ernstiger wordende psychische aandoening. Te midden van deze chaos slaagde hij er toch in om te dromen en te schrijven over vrijheid, een concept dat destijds onbekend was, zelfs in poëzie.

## Rolverdeling
- Pääru Oja als Juhan Liiv
- Rain Simmel als Urjadnik Peeter
- Karol Kuntsel als Otto
- Kersti Heinloo als Liise

## Release
De film ging in premiere in de Estse bioscopen op 18 oktober 2024. Ook werd de film geselecteerd voor de competitie van het Internationaal filmfestival van Tallinn 2024. In 2025 won hij de prijs voor "beste Estse genrefilm" op het Haapsalu Horror & Fantasy Film Festival.